# Ricotta ovina di Arischia
La ricotta ovina di Arischia è un formaggio fresco di pecora, prodotto in Abruzzo ad Arischia, frazione di l'Aquila; fa parte dei Prodotti agroalimentari tradizionali abruzzesi.

## Produzione
È chiamata anche ricotta con le ficore perché per la sua preparazione, vengono usati anche dei rametti di fico, il cui liquido viene emulsionato con la ricotta stessa, dando un sapore particolare poi a tutto il prodotto.